# 법원초등학교
법원초등학교(法院初等學校)는 대한민국 경기도 파주시에 있었던 공립 초등학교이다.
현재는 법원읍행정복지센터 활용하고 있다.

## 학교 연혁
- 1970년 9월 1일 : 천현국민학교 법원분교장 설립인가
- 1971년 3월 1일 : 법원국민학교 승격
- 1982년 3월 1일 : 병설유치원 설립인가
- 1996년 3월 1일 : 법원초등학교로 개칭
- 2003년 4월 23일 : 법원도서관 개관
- 2019년 2월 28일 : 폐교 및 천현초등학교와 통폐합[2]